# Para que Serve uma Adaga de Vidro?
Para que Serve uma Adaga de Vidro? (What Good Is A Glass Dagger?, no original em inglês) é um conto de fantasia escrito por Larry Niven e publicado pela primeira vez em 1972. Se passa no mesmo universo fictício do livro The Magic Goes Away, por Niven, sendo a segunda história nesse universo, a sequência do conto Not Long Before the End. Aparece em português no livro Magos: Os Mundos Mágicos da Fantasia, editado por Asimov, que comenta que nessa história Niven "procura dar uma explicação científica para a magia". O conceito de mana aparece nesse universo fictício, e a partir dele se espalhou para os jogos de RPG. Entretanto, não é original ao livro, tendo Niven dito que aprendeu a respeito dele lendo o livro The Trumpet Shall Sound (1968). Niven também invoca o princípio da conservação de massa em certo ponto da narrativa.